# Península del Ferrol
La península del Ferrol es un accidente geográfico del centro-oeste del Perú bañada por el océano Pacífico. Está ubicada en la provincia de Santa, dentro del departamento de Áncash, a unos 10 km al sur de la ciudad de Chimbote. Se encuentra delimitada al norte por punta del Brujo Grande y la bahía de Chimbote, y al sur por punta Filomena y la bahía de Samanco.

## Descripción
La península está conformada por un angosto istmo arenoso de forma triangular y lados curvilíneos que se extiende hacia el suroeste. En su punto más angosto este istmo tiene solo 1,6 km de ancho, que se amplía hasta terminar en una cadena perpendicular de cerros de mediana altura que da a la península una configuración muy peculiar en forma de «T», que la hace muy fácil de identificar. La parte occidental de esta península lo constituyen dos cerros: el cerro Península (522 m) y el cerro División (447 m), que se encuentran inhabitados por su topografía y elevada pendiente.

## Relieve
Al norte de la península se ubica un conjunto rocoso que forma hacia el oeste una pequeña ensenada de 1 km, llamada playa Viento. Al norte de esta se encuentra punta Posada de los Loberos que forma hacia el oeste con la punta del Brujo Chico la ensenada Lobos, llamada así por la gran cantidad de estos animales que en ella se encuentran. Al terminar esta ensenada, la costa se vuelve hacia el noroeste formando una punta delgada y pronunciada en cuyo extremo está la punta del Brujo Grande, que es el extremo norte de la península. Desde este punto la costa toma la dirección sureste por 10 km formando el frente suroccidental de la península. Esta parte se caracteriza por sus acantilados rocosos y accidentados, donde la costa labra varias entrantes y puntas distinguiéndose: punta Gorda, punta Pan de Azúcar, luego una ensenada pequeña y muy cerrada, llamada playa Dorada, después la punta Caleta Blanca, la playa Santa y finalmente el extremo sur que la conforma la punta Filomena.